# Coopération interministérielle
La coopération interministérielle est la coopération entre plusieurs ministères d'un même pays.
Elle peut impliquer des organismes (comités, commissions, délégations), des réunions, des instructions ou des corps interministériels.

## Canada
- Interdepartmental Working Group on Trafficking in Persons (en)

## États-Unis
- Interdepartmental Committee on the Status of Women (en)

## Espagne
- Interministerial Committees (en)

## Royaume-Uni
- Joint Ministerial Committee (UK) (en) (dans ce cas, les ministres des différentes nations constitutives)